# Язбина (Чрна-на-Корошкем)
Язбина (словен. Jazbina) — поселення в общині Чрна-на-Корошкем, Регіон Корошка, Словенія. Висота над рівнем моря: 1020,2 м.